# Doulcon
Doulcon é uma comuna francesa na região administrativa do Grande Leste, no departamento de Meuse. Estende-se por uma área de 8.57 km², e possui 436 habitantes, segundo o censo de 2018, com uma densidade de 51 hab/km².